# اسکار ساستر
اسکار ساستر (انگلیسی: Óscar Sastre; ۲۵ دسامبر ۱۹۲۰ – ۲ اوت ۲۰۱۲) بازیکن فوتبال اهل آرژانتین بود.
از باشگاه‌هایی که در آن بازی کرده‌است می‌توان به باشگاه اتلتیکو ایندپندینته و باشگاه ورزشی دیپورتیوو کالی اشاره کرد.
وی همچنین در تیم ملی فوتبال آرژانتین بازی کرده‌است.